# Alejandra Gutiérrez Campos
Alejandra Gutiérrez Campos (San Juan de los Lagos, Jalisco; 8 de noviembre de 1976) es una política, abogada mexicana. Actualmente es presidenta municipal de León, Guanajuato, desde el 10 de octubre de 2021. Asimismo, se ha desempeñado como diputada federal de 2015 a 2018 y como diputada del Congreso del Estado de Guanajuato de 2018 a 2021. Es miembro del Partido Acción Nacional.

## Biografía

### Primeros años y educación
Nació el 8 de noviembre de 1976 en San Juan de los Lagos (Jalisco).
Estudió licenciatura en Derecho por la Universidad de La Salle Bajío, titulándose en 1998. Además cuenta con una especialidad en Notaría Pública por la Universidad de Guanajuato (2001), una maestría en Gestión Pública Aplicada por el Instituto Tecnológico de Estudios Superiores de Monterrey (2012) y una maestría en Fiscal por su alma mater (2014). Desde 2014 es profesora en su alma mater.

### Carrera política
De 1991 a 2001 fue jefa de departamento de Bienes Inmuebles de León. De 2001 a 2002 fue coordinadora general de la Tesorería de León. En 2006 se afilió al Partido Acción Nacional. De 2011 a 2012 fue la primera tesorera de León. En el lado empresarial, entre 2012 y 2014 se desempeñó como la directora general de la empresa «Accurate, León».
Durante la LXIII Legislatura del Congreso de la Unión ejerció como diputada federal desde el 1 de septiembre de 2015 hasta su renuncia el 1 de agosto de 2018, para competer por una diputación local en las elecciones de Guanajuato de 2018, cargo al que resultó electa.
| Comisión o Comité                                          | Puesto     | Periodo                                      |
| ---------------------------------------------------------- | ---------- | -------------------------------------------- |
| Desarrollo Metropolitano                                   | Integrante | 29 de septiembre de 2015-26 de julio de 2017 |
| Transportes                                                | Integrante | 29 de septiembre de 2015-10 de abril de 2018 |
| De seguimiento al Programa Especial Concurrente Anexo 11.1 | Secretaria | 3 de julio de 2018-1 de agosto de 2018       |
| Presupuesto y Cuenta Pública                               | Secretaria | 3 de julio de 2018-1 de agosto de 2018       |
| Hacienda y Crédito Público                                 | Integrante | 3 de julio de 2018-1 de agosto de 2018       |
| Justicia                                                   | Integrante | 3 de julio de 2018-1 de agosto de 2018       |

Se desempeñó como diputada local de Guanajuato por el Distrito Local Electoral 3 (con cabecera en una fracción de León) durante la LXIV Legislatura del Congreso del Estado de Guanajuato. El 28 de enero de 2021 renunció a su escaño en el congreso local para competer por la presidencia municipal de León. 

### Labor Social
Desde hace más de 10 años, Ale es una apasionada defensora de los animales y no es raro verla rescatando, cuidando o buscando hogar para todo tipo de animales; gracias a esta labor y a su trabajo en conjunto con rescatistas independientes y asociaciones, es reconocida por la comunidad animalista de todo el país. 